# Camarophyllus impurus
Camarophyllus impurus är en svampart som beskrevs av E. Horak 1990. Camarophyllus impurus ingår i släktet Camarophyllus och familjen Hygrophoraceae.   Inga underarter finns listade i Catalogue of Life.